# Helgo Zettervall

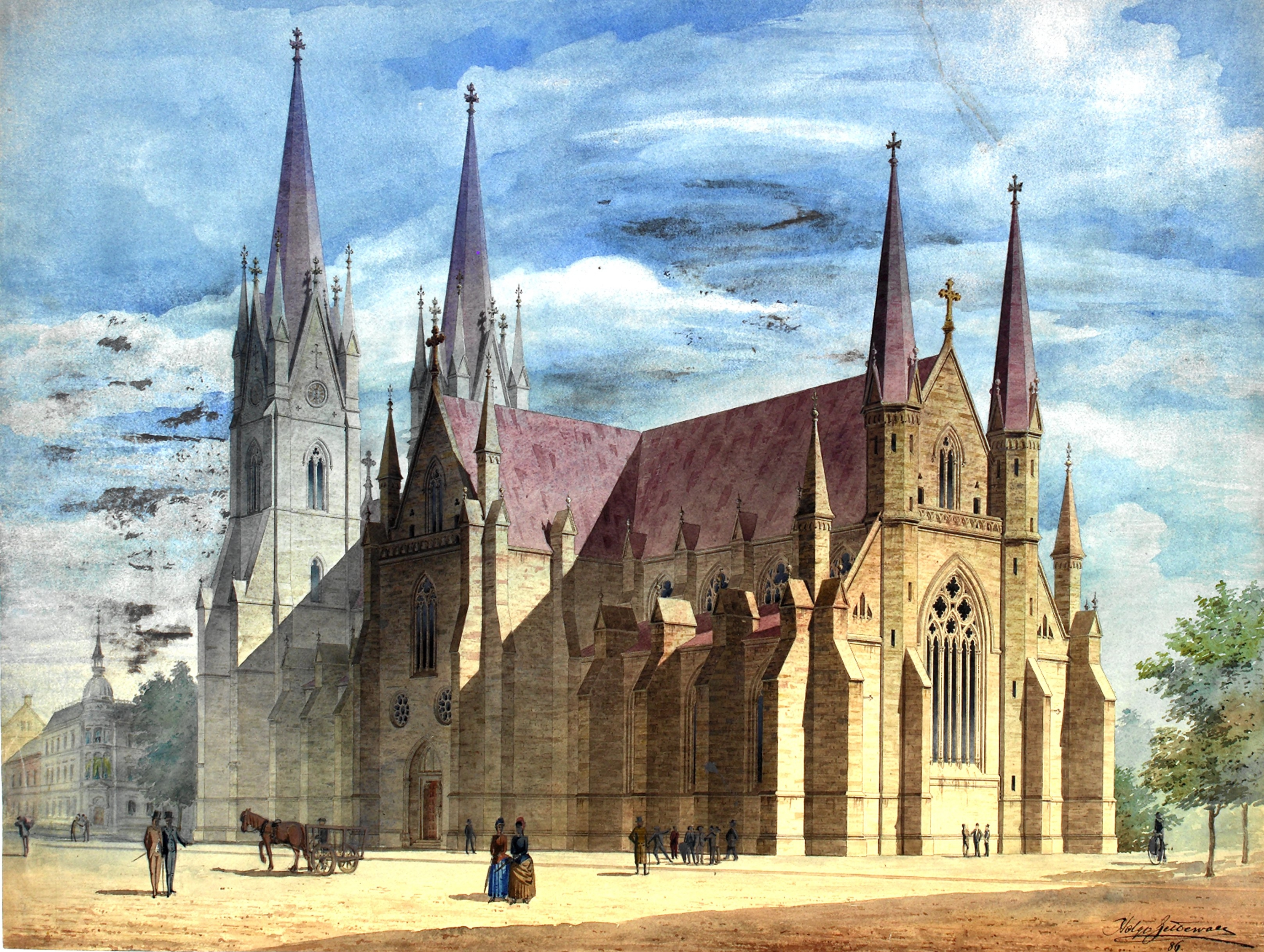
Restaureringen av Skara domkyrka 1886–1894. Bild: Helgo Zettervall.

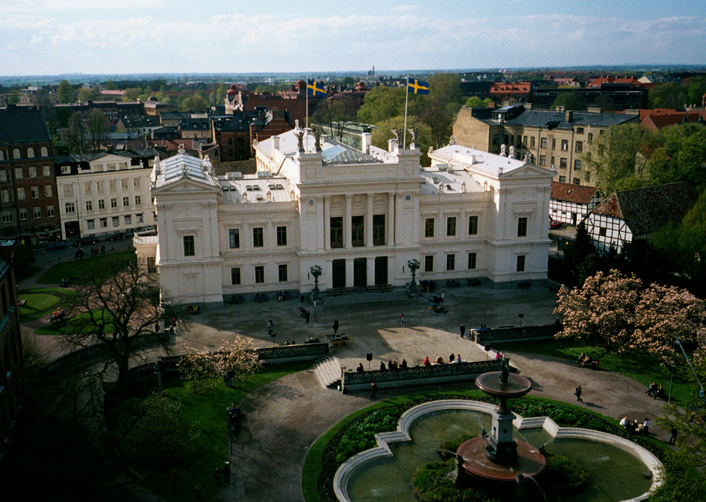
Lunds universitets huvudbyggnad

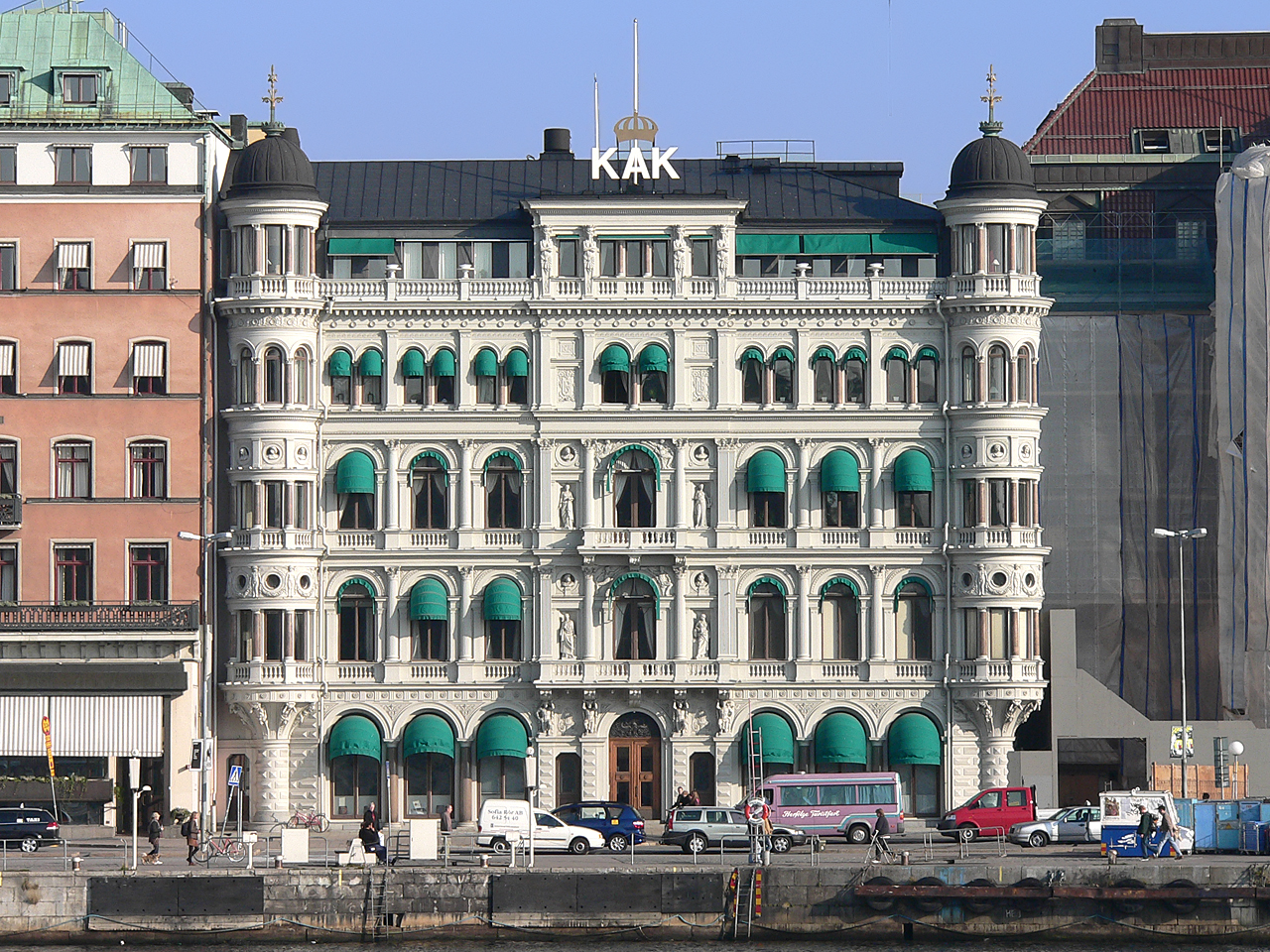
Bolinderska palatset i Stockholm

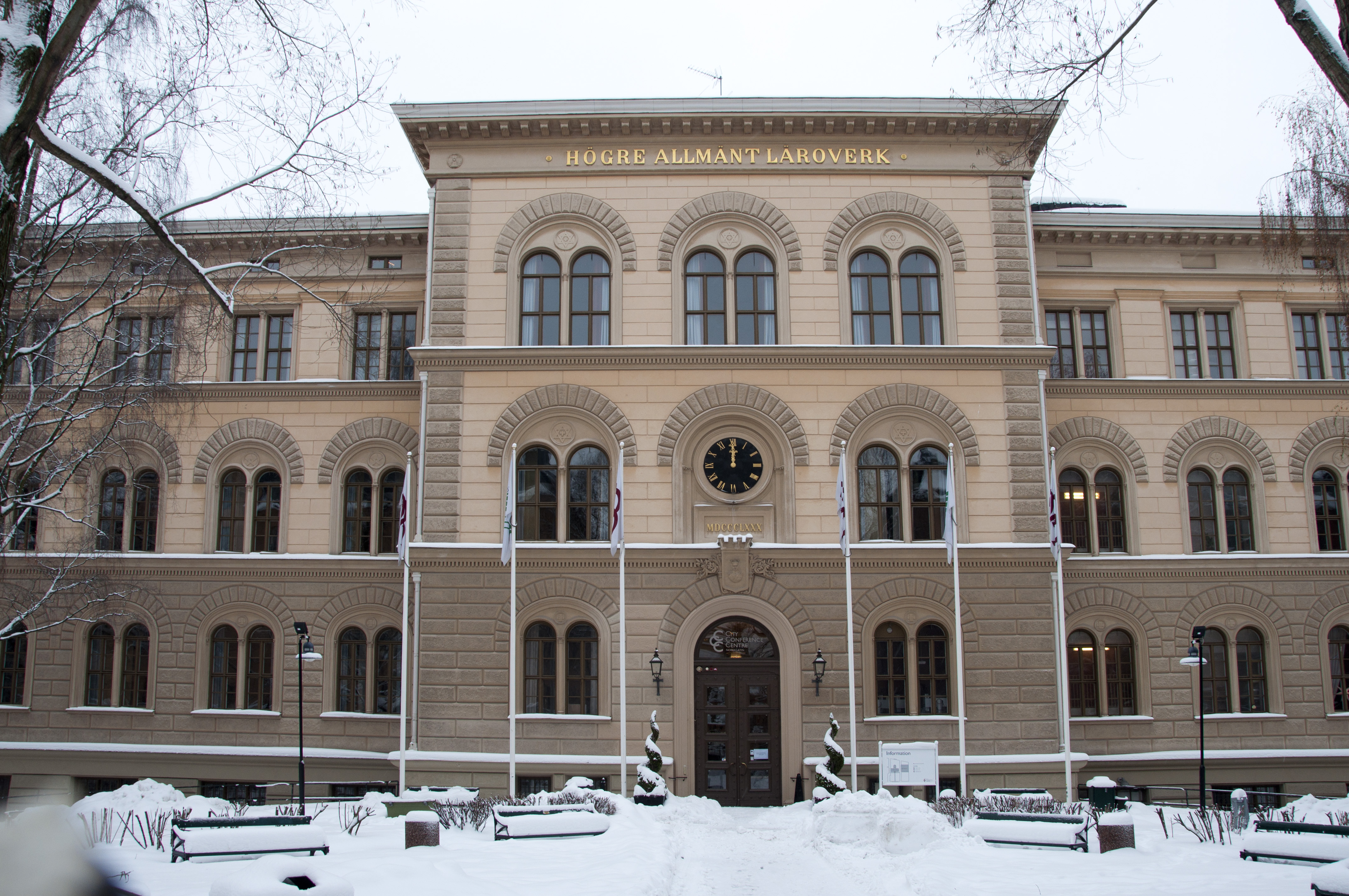
Norra Latin i Stockholm

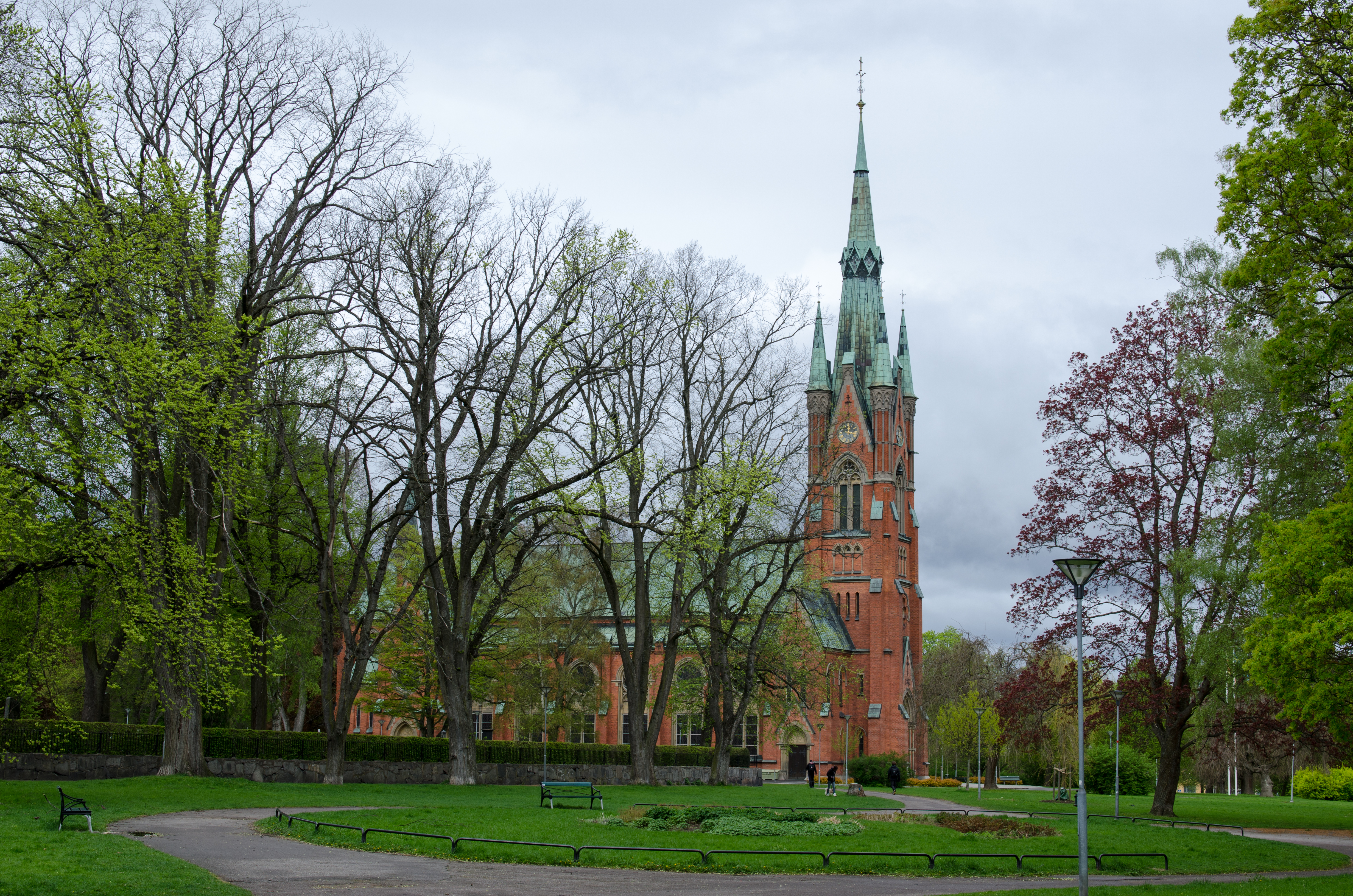
Matteus kyrka, Norrköping

Helgo Nikolaus Zettervall, född 21 november 1831 i Lidköping, död 17 mars 1907 i Stockholm, var en svensk arkitekt, tecknare och målare.

## Biografi
Helgo Zettervall var son till garvaren Peter Zettervall och Elisabet Lagergren samt från 1861 gift med Ida Anna Christina Lagergren. Han var professor vid Konstakademien och under åren 1882–1897 överintendent vid Överintendentsämbetet. Han blev 1884 hedersledamot av Vitterhetsakademien och 1897 ledamot av Vetenskapsakademien. Zettervall är representerad vid Domkyrkorådet i Lund med en svit akvarellerade teckningar i Fredrik Wilhelm Scholanders efterföljd och vid Nationalmuseum. En minnesutställning med hans konst och ritningar visades på Arkitekturmuseet i Stockholm 1966. 
Helgo Zettervall utförde bland annat ombyggnader av Lunds och Uppsala domkyrkor 1860–1902 respektive 1886–1893. Han ritade också det 1885 invigda, numera rivna Hotel Anglais vid Stureplan i Stockholm, vilket 1959 ersattes av en nybyggnad i modernistisk stil efter ritningar av Ivar och Anders Tengbom. 
År 2000 instiftade Statens Fastighetsverk Helgopriset, som delvis finansieras genom den av fastighetsverket förvaltade Helgo Zettervalls minnesfond. Helgo Zettervall var far till arkitekten Folke Zettervall. Familjen är begravd på Norra begravningsplatsen utanför Stockholm.

## Restaureringar
Helgo Zettervall var den mest anlitade arkitekten i ombyggnaden av gamla byggnader och kyrkor i Sverige under perioden 1860–1900. I stilideal och restaureringsprinciper var han starkt påverkad av Viollet-le-Duc. Efterhand framväxte en stark kritik, från bland andra Verner von Heidenstam, mot dessa restaureringsprinciper.[källa behövs] Helgo Zettervall sökte att återskapa byggnaderna enligt idealen i den stil de ursprungligen varit byggda i. Förändringar och tillbyggnader som gjorts under århundradenas lopp i sin egen tids stil rensades bort och ersattes med nyritade ombyggningar.
Helgo Zettervall avsåg inte att återställa byggnaderna så som de en gång sett ut, utan utformade dem som han ansåg att de borde ha sett ut. Exempelvis har tornen till Uppsala eller Lunds domkyrkor aldrig någonsin tidigare sett ut så som de nu gör.
Just hans restaureringar, främst av Linköpings, Skara och Uppsala domkyrkor rönte hård kritik av en senare generation, för vilken restaureringar i första hand betydde försök att bevara den äldre arkitekturen. Av dessa är Linköpings domkyrka den där minst av den medeltida arkitekturen revs i samband med ombyggnaden.
Under nationalromantikens och funktionalismens tid var Zettervall anseende mycket lågt, men han har senare omvärderats, och anses numera som en av 1800-talets främsta svenska arkitekter.

## Riksdagshuset
Helgo Zettervall var också delaktig i planeringen av det nya riksdagshuset på Helgeandsholmen i Stockholm. Inget av de förslag som kom in i en utlyst tävling ansågs tillräckligt bra. I stället engagerades Helgo Zettervall, som till medhjälpare utsåg den unge Aron Johansson. Ritningarna var klara 1890 och mötte stark opposition. Arkitekterna arbetade om förslaget, men kritiken höll i sig. Kritiken gällde inte bara själva byggnaden, utan även placeringen. Kritikerna tyckte inte att man kunde placera en så monumental och tungt utsmyckad byggnad så nära slottet. De ansåg också att Helgeandsholmen var för liten för att rymma både riksdagshus och riksbank. 
Frågan om balansen mellan slottet och det nya monumentet över parlamentarism och konstitutionellt styrelseskick var känslig politiskt, psykologiskt och estetiskt. När byggnadskommittén 1892 beslöt att flytta fram riksdagshusets fasad ytterligare sex meter jämfört med den första planen, avgick Helgo Zettervall. Aron Johansson arbetade ensam vidare med förslag till byggnader och 1897 lade kung Oscar II grundstenen till riksdagshuset som invigdes 1905.

## Byggnadsverk kronologiskt
| - 1860 Björketorps kyrka - 1861 Bräkne-Hoby kyrka - 1862 Lunds domkyrka (första ombyggnaden); 1864 (andra ombyggnaden); 1876-1878, 1880, 1882, 1885-1886 (detaljer) - 1862 Össjö kyrka (tornet) - 1862 Billinge kyrka - 1862 Dagstorps kyrka (predikstol) - 1862 Östra Strö (ombyggnad) - 1862 Billeberga kyrka (orgelfasad) - 1863 Begravningskapell, Sölvesborg - 1863 Hästveda kyrka (ombyggnad) - 1864 Östra Klagstorps kyrka - 1864 Lilla Beddinge kyrka ; 1881 (detaljer) - 1867 Västra Vrams kyrka - 1867 Sörby kyrka, Lunds stift (ombyggnad) - 1868 Håslövs kyrka; 1879 (orgelfasad) - 1869 Nosaby kyrka - 1870 Bräkne-Hoby kyrka (orgelfasad) - 1870 Östra Vrams kyrka (reparation) - 1871 Linderöds kyrka (reparation) - 1872 Sankt Nicolai kyrka, Trelleborg (utvidgning); 1880 (detaljer) - 1872 Sankt Olofs kyrka, Sankt Olof (restaurering) - 1872 Vinslövs kyrka (orgelfasad) - 1873 Österslövs kyrka; 1877 (detaljer) - 1873 Våxtorps kyrka (tillbyggnad) - 1874 Billinge kyrka (orgelfasad) - 1874 Linköpings domkyrka (restaurering); 1878 (detaljer); 1880 (detaljer); 1885 (detaljer) - 1875 Rängs kyrka (ombyggnad) - 1875 Jäders kyrka (förändring) - 1876 Nosaby kyrka (dopfunt) - 1876 Äsphults kyrka (ombyggnad) - 1876 Allhelgonakyrkan, Lund; 1886-1887 (detaljer) - 1878 Skara domkyrka (restaurering); 1886 (detaljer); 1887 (detaljer) - 1878 Färlövs kyrka (utvidgning) - 1878 Rängs kyrka (detaljer); 1879 (orgelfasad) - 1879 Kalmar domkyrka (läktare) - 1880 Eriksbergs nya kyrka; 1881 (detaljer) - 1880 Uppsala domkyrka (andra restaureringen); 1883 (tredje restaureringen); 1886-1887 (detaljer) - 1881 Klara kyrka (förändring) - 1886 Oscar Fredriks kyrka i Göteborg; 1887, 1891-1892 (detaljer) - 1886 Tyska kyrkan, Stockholm (orgelfasad) - 1887 Matteus kyrka, Norrköping (detaljer) | - 1860 Göteborgs barnsjukhus - 1861 Katedralskolan, Skara (klocktorn; rivet); 1865 (nybyggnad); 1870-1871 (detaljer) - 1861 Sockenstuga i Billeberga - 1862 Katedralskolan, Lund (portbyggnad); 1864 (tillbyggnad) - 1862 Helsingborgs högre allmänna läroverk för gossar - 1863 Gamla kirurgen i Lund - 1864 De la Gardiegymnasiet, Lidköping (ombyggnad) - 1865 Helsingborgs centralstation (fasad; riven) - 1865 Malmö rådhus (ombyggnad) - 1865 Industri- och lantbruksutställningen i Malmö (riven) - 1865 Vattenstationshus i Eslöv (rivet) - 1866 Lunds gamla observatorium (fasader) - 1866 Folkskola i Lidköping - 1867 Folkskola i Skara (riven) - 1872 Folkskola i Trelleborg - 1875 Trädgårdsskolan och Hovbeslagsskolan i Alnarp - 1876 Norra Latin, Stockholm; 1877-1878 (detaljer) - 1876 Träne slöjdskola (riven) - 1876 Patologiska institutionen (riven) - 1876 Parkskolan i Lund - 1877 Lunds universitets huvudbyggnad; 1878-1880 (detaljer) - 1877 Kungshuset, Lund (ombyggnad) - 1880 Palaestra et Odeum, Lund - 1880 Sångsalen i Akademiska Föreningen, Lund - 1881 Varmbadhuset, Lund - 1884 Kungliga Operans tillbyggnad |

## Verk i urval
| - Bräkne-Hoby kyrka - Hällaryds kyrka - Torhamns kyrka - Carl Gustafs kyrka i Karlshamn (restaurering) - Kapellkyrkogården i Sölvesborg | - Allhelgonakyrkan - Kirurgiska kliniken, Lund ("Gamla kirurgen") - Lunds domkyrka (ombyggnad) - Lunds universitets huvudbyggnad - Palaestra et Odeum - Palais d'Ask - Patologiska institutionen (riven) - Zettervallska villan i Lund - Quennerstedtska villan, 1867, i Lund - Tuna slott, 1875, strax utanför Lund (rivet) - Råbyholm, 1871, strax utanför Lund | - Billinge kyrka - Björnstorps slott - Borgeby slott (ombyggnad) - Bosjökloster (ombyggnad) - Helsingborgs centralstation (riven) - Handelsgymnasiet i Helsingborg - Häckeberga slott - Källstorps kyrka (tornet) - Malmö rådhus (ombyggnad) - Nosaby kyrka - Sankt Nicolai kyrka, Trelleborg (total ombyggnad) - Stinsbostaden i Eslöv - Vombs kyrka (ombyggnad) - Västerstads herrgård - Västra Vrams kyrka - Österslövs kyrka - Västra Boulevarden 35, Kristianstad | - Hotell Anglais - Bolinderska huset - Norra Latin - Palmeska huset - Klara kyrkas torn - von Rosenska huset | - Stora Hotellet i Jönköping - Egeskov slott (ombyggnad) - Oscar Fredriks kyrka i Göteborg - Kalmar slott (ombyggnad) - Linköpings domkyrka (ombyggnad) - Matteus kyrka i Norrköping - Skara domkyrka (ombyggnad) - Djäkneskolan i Skara - Uppsala domkyrka (ombyggnad) - Hellidens slott - Dagsnäs slott (ombyggnad) - Stora Bjurum (ombyggnad) |

## Bibliografi

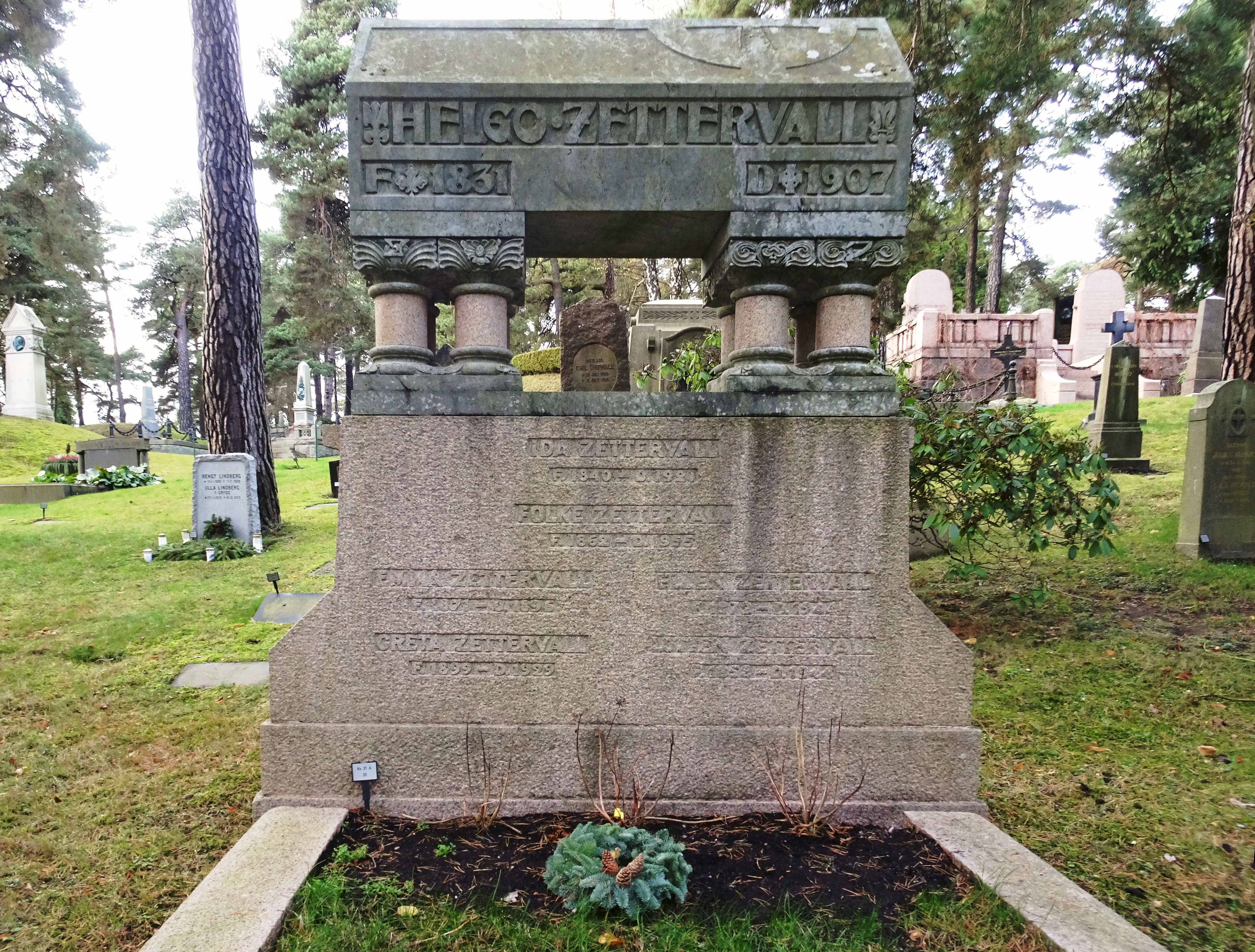
Zettervalls familjegrav på Norra begravningsplatsen.

## Bilder

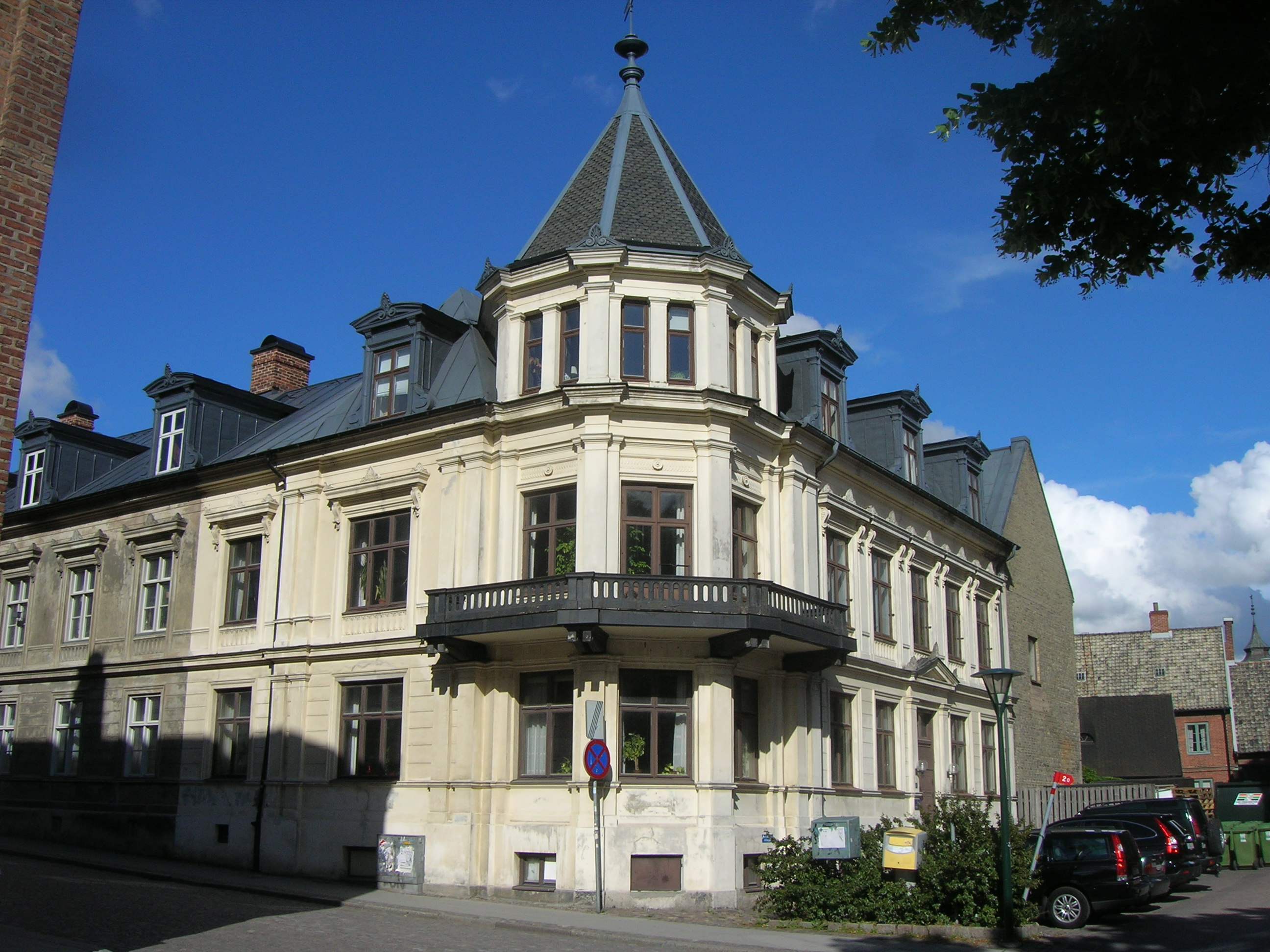
Palais d'Ask i Lund
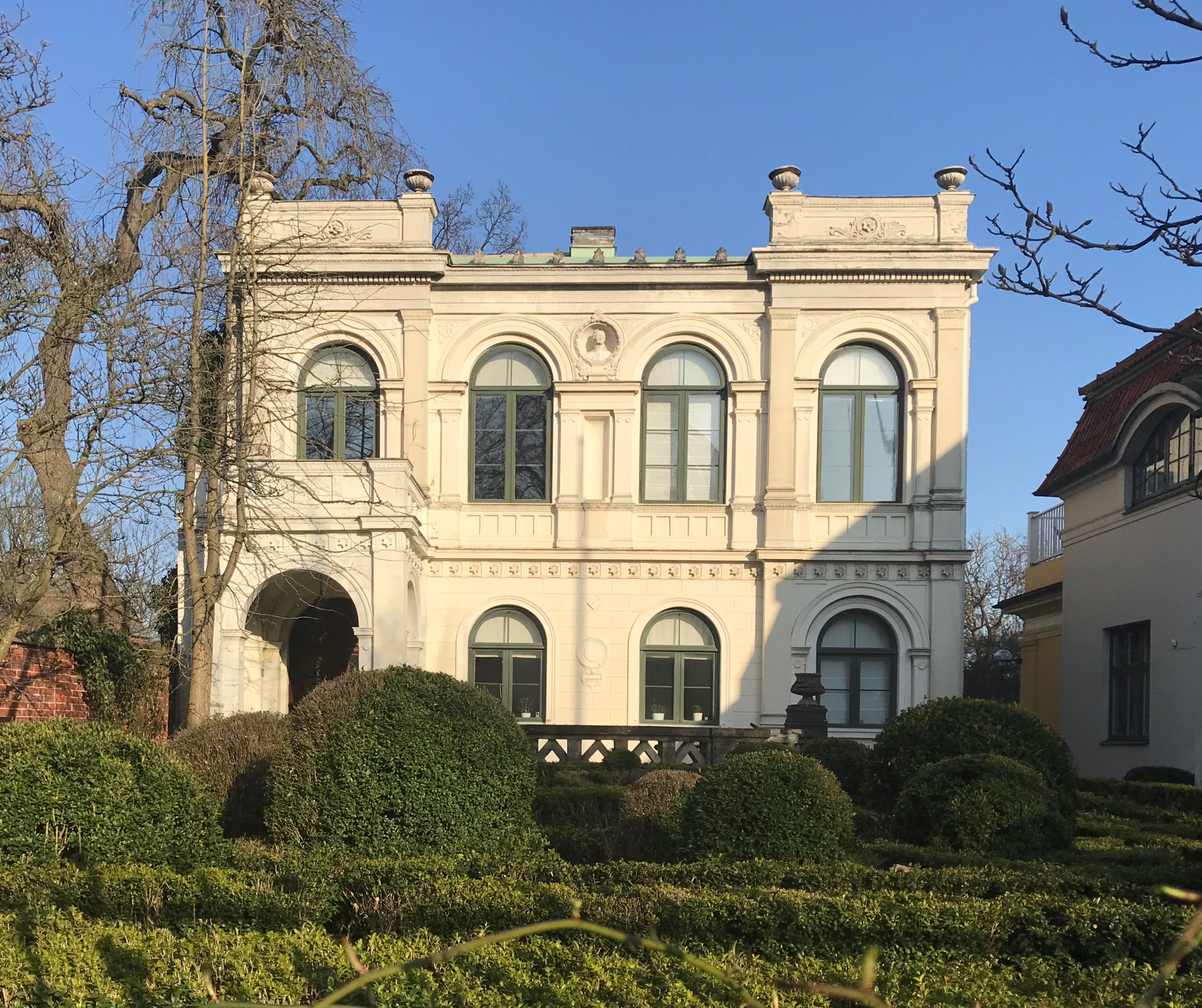
Zettervallska villan i Lund
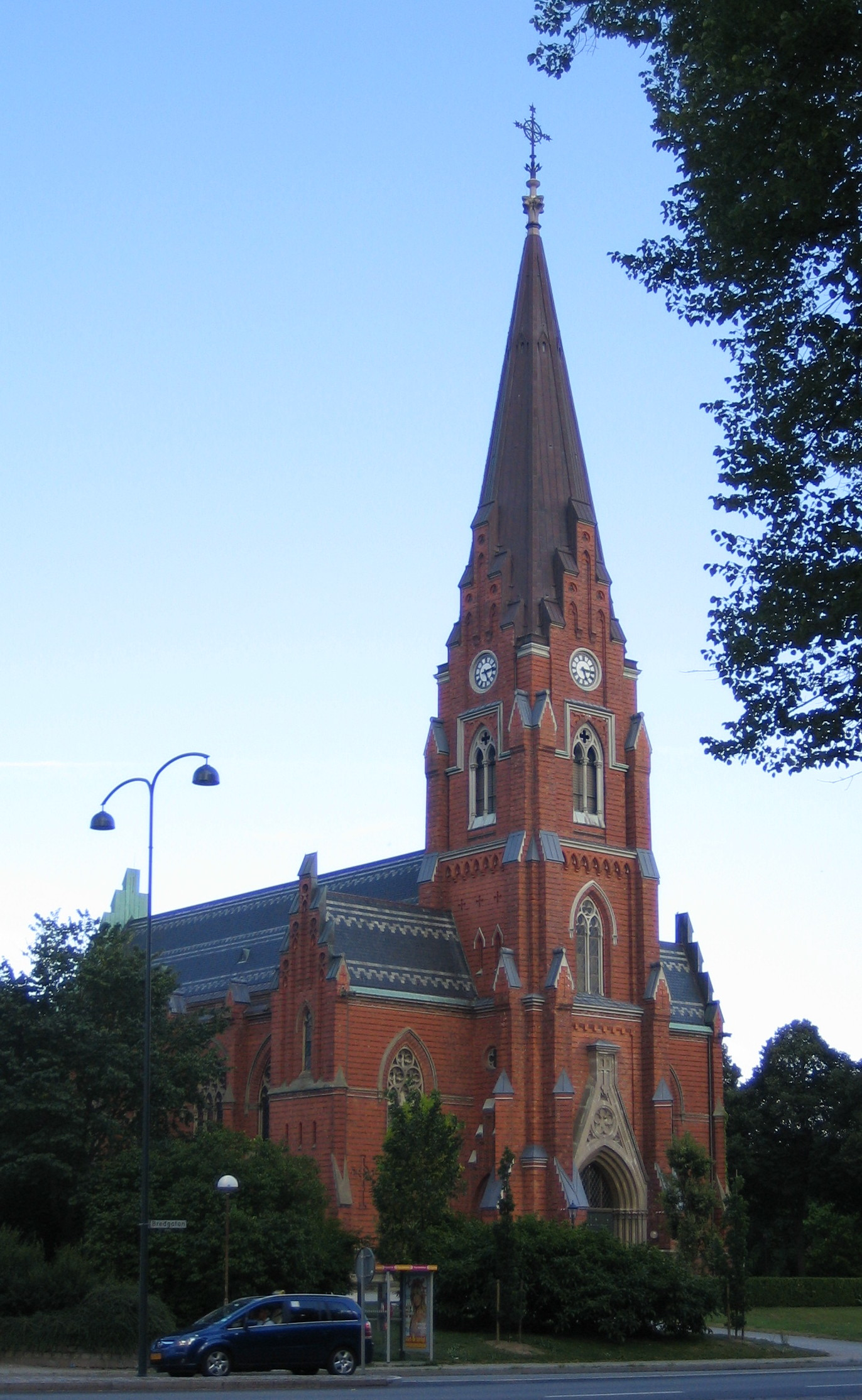
Allhelgonakyrkan i Lund
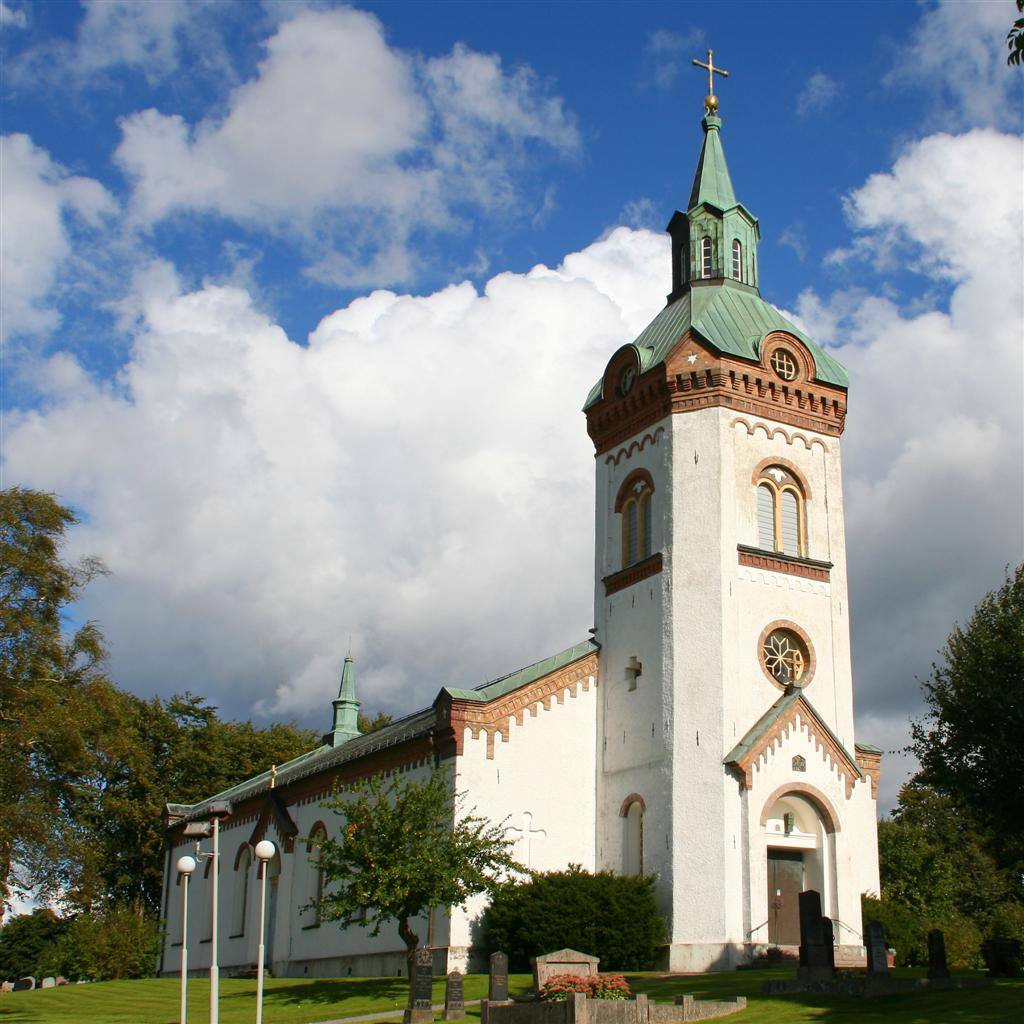
Björketorps kyrka
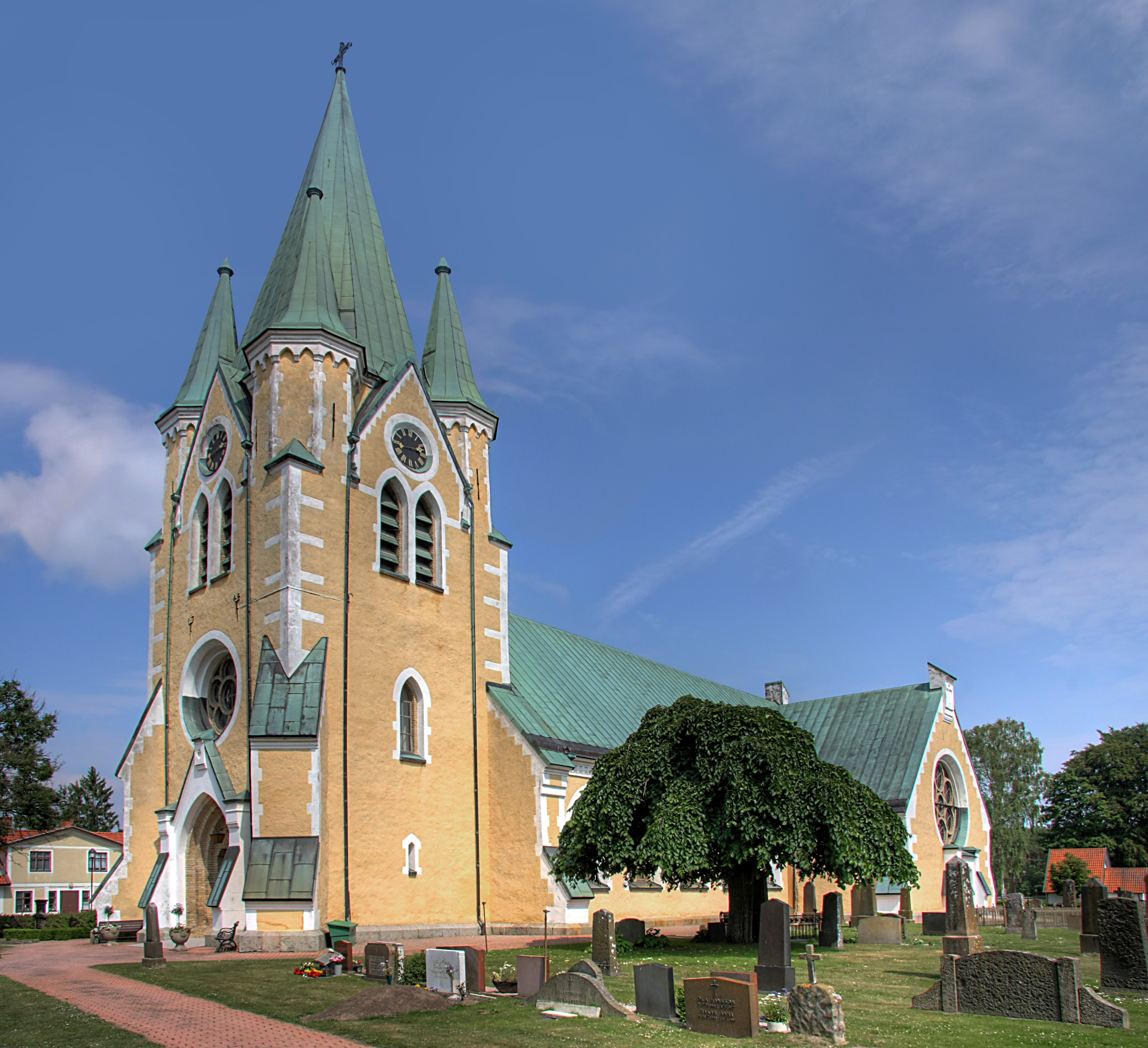
Västra Vrams kyrka

### Redaktörskap
- Allmänna anvisningar rörande kyrkobyggnader. Stockholm. 1887. Libris 8222074